# Нваориса, Миракл
Чике́зи Мира́кл Нваори́са (англ. Chikezie Miracle Nwaorisa; род. 12 ноября 2000, Нкпа, Нигерия) — нигерийский футболист, нападающий.

## Карьера
У себя на родине играл в клубе «Джи-Лек». В 2019 году перешёл в клуб «Спартак» из Юрмалы. Дебютировал в Высшей лиге Латвии в апреле 2019 года в матче с клубом «Елгава». В Кубке Латвии дебютировал в матче 1/8 финала против" Даугавпилса". Отправился в аренду в клуб «Ноа» (Юрмала) в 2021 году.